# 苅萱
苅萱（かるかや）とは、出家した武士、苅萱道心とその息子石道丸にまつわる物語。説経節、浄瑠璃、歌舞伎、読本などで作品化されている。説教節では「五説教」のひとつであり、代表的な演目のひとつとして扱われてきた。近年では教育まんがなどでも作品化が試みられている。主人公の名を付し、石童丸（いしどうまる）と称されることがある。

## あらすじ

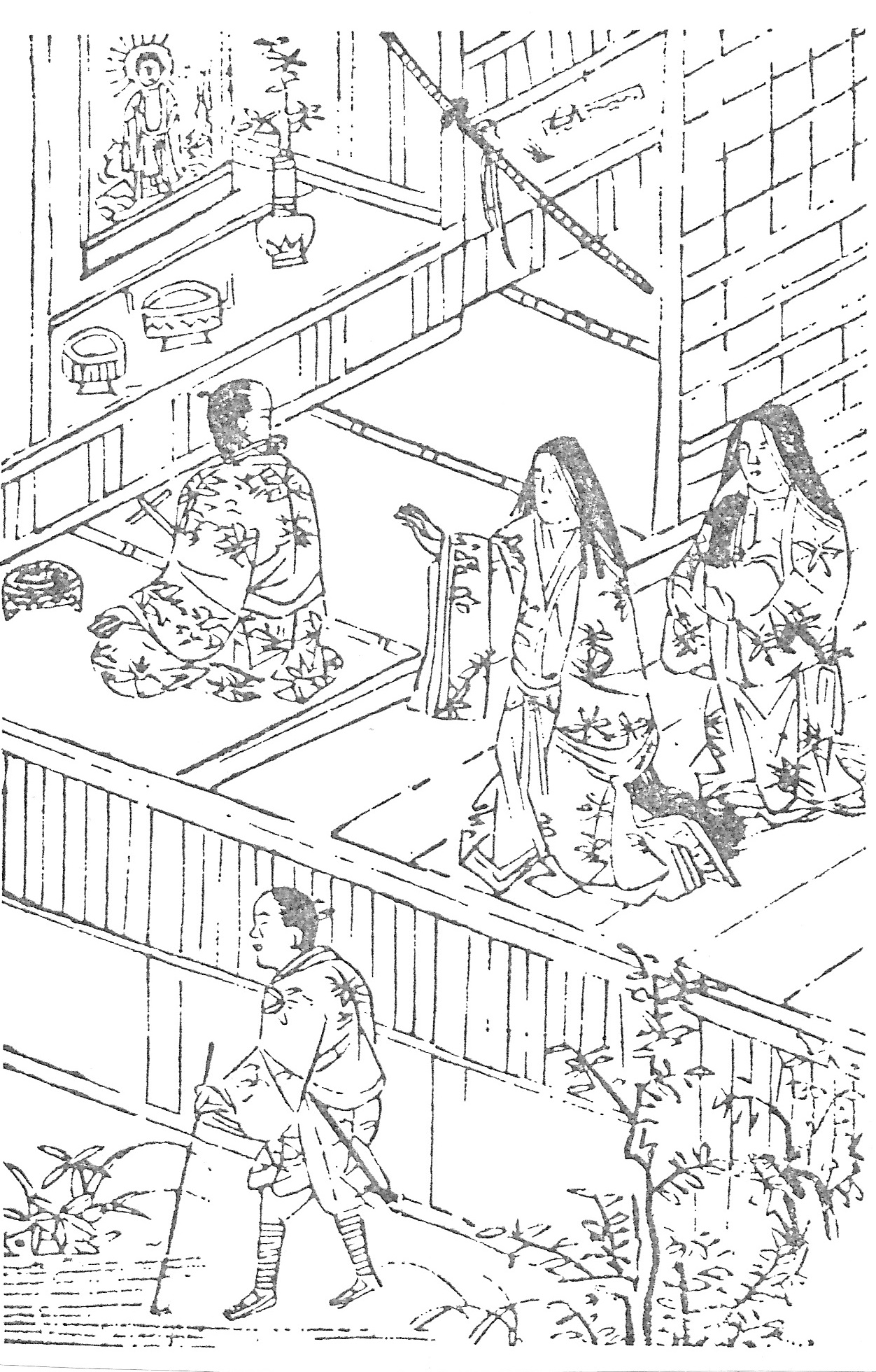
説経節『苅萱（かるかや）』（寛永8年（1631年）、しやうるりや喜衛門板）
----
妻子を捨てて家を出る苅萱道心（加藤繁氏）

筑前国の武将、加藤左衛門尉繁氏は、妻と妾の醜い嫉妬心（上辺は親し気に振る舞いながら髪の毛が蛇と化して絡み合う様子）を見て世の無常を感じ、領地と家族を捨てて出家し、寂昭坊等阿法師、苅萱道心（かるかやどうしん）と号して、源空上人（法然）の下で学び、二度と自分の家族に会わず仏道の修行だけに生涯を捧げる棄恩入無為の誓いを立てて高野山に登った。
その息子である石童丸(いしどうまる)は父親の顔を知らずに育ったが、十四歳の時、出家した父親の話を聞き、母と共に父親探しの旅に出る。旅の途中に出会った僧侶から父親らしい僧が高野山に居ると聞くが、高野山は女人禁制のため、石童丸は母を麓の宿に置いて一人で山に登り、偶然出会った僧侶に父親の行方を尋ねる。その僧侶こそは石童丸の父親である刈萱道心その人であったが、刈萱道心は目の前の少年が自分の息子であることに気付きながらも、棄恩入無為の誓いのために、自分が父親だと名乗ることはできず、「そなたの父親はすでに死んだ」と嘘をつき、それを聞いた石童丸は涙ながらに山を下った。石童丸が高野山から戻ると、母は長旅の疲れが原因ですでに他界していた。頼る身内を失った石童丸は再び高野山に登り、刈萱道心の弟子となって共同生活を始めたが、道心はその後も死ぬまで真実を語ることはなく、石童丸も道心を父親だとは知らないまま生涯を終えたという哀話。

## 成立
苅萱物語は高野山萱堂（刈萱堂）を中心とする萱堂聖と呼ばれる聖集団によって生み出され、伝承されてきたと言われる。その原型となる遁世説話が中世にはいくつかあり、『西行物語』序盤の西行が出家に至るくだりや、『平家物語』の斎藤時頼出家の逸話も、そのひとつに挙げられる。室町時代に入り、それらの原型となる説話から謡曲、説教の『苅萱』が作られた。
江戸時代中期に説教を元に、浄瑠璃『石童丸』、『苅萱道心物語』が作られ、歌舞伎『苅萱桑門筑紫いえづと』（1735年）へと発展した。また、日本各地の苅萱伝説を集成した勧化本『苅萱道心行状記』（1749年）が作られ、以来、妻と妾の争いなど従来にないエピソードの追加や、二人の出家後の房号法名など新たな設定が盛り込まれるなど、物語が整えられていった。

## 伝説
- 崇徳天皇の頃、博多の守護職だった苅萱道心の父、加藤繁昌は子宝に恵まれず、香椎宮に祈願したところ「石堂口付近に玉のような温石があり、それを妻に与えると男子が出生する」とお告げがあり、探してみたところ古い地蔵尊の左手に卵のような形の光を放つ石をみつけた。やがて妻は懐胎し、生まれた子供に石堂丸と名付けた[4]。温石のあった石堂地蔵は博多にあった七堂のひとつであり、刈萱地蔵、子授け地蔵と呼ばれている。成長した石堂丸は加藤左衛門尉繁氏として父の守護職を継ぎ、太宰府の刈萱の関の関守となった。太宰府市坂本(坂本八幡宮近く)には刈萱の関跡の標柱があり、伝説のゆかりの地とされている[5]。

- 高野山に去った繁氏を追った妻の千里は播磨国の太山寺で石童丸を出産したと伝えられ、神戸市西区には石童丸産湯の井戸がある[3]。

- 高野山北麓の参詣口にあたる学文路に至った石童丸母子は玉屋という宿屋に逗留したが、千里はこの地で亡くなったという。橋本市学文路の苅萱堂仁徳寺には、苅萱親子を祀る親子地蔵と千里の墓がある[3]。

## 芸能・文学上の「苅萱」
中世に起源をもつ「苅萱」の物語は当時を生きる人の胸をうち、以来、多くの芸能や文学で扱われる重要なテーマとなってきた。以下にその代表例を掲げる。
- 『苅萱』（説教節、謡曲）
- 『苅萱道心行状記』（勧化本）
- 『苅萱道心物語』（浄瑠璃）
- 『石童丸苅萱物語』（読本：滝沢馬琴、1806年）
- 『苅萱道心』（歌舞伎）
- 『苅萱絵詞伝』（絵解き）
- 『苅萱親子一代記』（勧化本）
- 『石童丸』（浄瑠璃）
- 『石童丸のお話』（絵解き）